# Filodes malgassalis
Filodes malgassalis là một loài bướm đêm trong họ Crambidae.